# Søren Pilmark
Søren Pilmark (Copenaghen, 16 ottobre 1955) è un attore, scrittore, doppiatore e regista teatrale danese.

## Biografia
Ha debuttato come attore nel ruolo di comparsa nel film Den kære familie, all'età di 6 anni.
Nel 1977 si è diplomato come attore presso la scuola di recitazione del Teatro di Aarhus, dove ha recitato fino al 1980.
Nel 1981 si è sposato al Teatro reale danese di Copenaghen.
Nel 2021 ha pubblicato il suo primo romanzo, Varieté, un dramma storico su un mago, ambientato in un teatro di vaudeville provinciale in Danimarca agli inizi del XX secolo.

## Filmografia

### Cinema
- Den kære familie - regia di Erik Balling (1962)
- Kassen stemmer - regia di Ebbe Langberg (1976)
- Peter von Scholten - regia di Palle Kjærulff-Schmidt (1987)
- Roser og Persille - regia di Eddie Thomas Petersen (1993)
- De skrigende halse - regia di Søren Fauli (1993)
- Menneskedyret - regia di Carsten Rudolf (1995)
- The Kingdom 2 (Riget II) - regia di Lars von Trier (1997)
- Blinkende lygter - regia di Anders Thomas Jensen (2000)
- Lad de små børn - regia di Paprika Steen (2004)
- Kongekabale - regia di Nikolaj Arcel (2004)
- Bare Holger - regia di Mette Heeno (2005)
- Carl Mørck - 87 minuti per non morire (Kvinden i buret) - regia di Mikkel Nørgaard (2013)
- The Absent One - Battuta di caccia (Fasandræberne) - regia di Mikkel Nørgaard (2014)
- A Conspiracy of Faith - Il messaggio nella bottiglia (Flaskepost fra P) - regia di Hans Petter Molan (2016)
- Paziente 64 - Il giallo dell'isola dimenticata (Journal 64)  - regia di Christoffer Boe (2018)

### Televisione
- Een stor familie - serie TV (1982-1983)
- Gøngehøvdingen - serie TV (1992)
- Kald mig Liva - serie TV (1992)
- The Kingdom - Il regno (Riget)  - serie TV (1994)
- Vikings - serie TV (2015)

## Doppiaggio

### Film d'animazione
- Huy in Il principe d'Egitto
- Rocky Bulboa in Galline in fuga
- Alameda Smith in Mucche alla riscossa
- RJ in La gang del bosco
- Lord Business in The LEGO Movie &  The LEGO Movie 2 - Una nuova avventura
- Baby Boss in Baby Boss